# Amcazade Köprülü Hüseyin Pasza
Amcazade Köprülü Hüseyin Pasza (ur. 1644, zm. 1702) − polityk, urzędnik, wielki wezyr Imperium Osmańskiego. Pochodził z rodu Köprülü.
Wielki wezyr od września 1697 do września 1702 roku. Kontynuował rozpoczęte wcześniej wojny z państwami chrześcijańskimi. W 1699 roku zawarł pokój z Austrią, Wenecją i Polską w Karłowicach, a w 1700 roku z Rosją w Stambule. Reformował armię i system edukacji.